# Pataclaun
Pataclaun è una serie televisiva peruviana, prodotta dall'associazione culturale omonima. Originariamente trasmessa dal 1997 fino al 1999, su Frecuencia Latina, la serie ha rapidamente conquistato il pubblico grazie al suo umorismo irriverente e alla sua capacità di rispecchiare la realtà peruviana. Protagonisti sono Wendy Ramos (che accanto a July Naters fa anche da sceneggiatrice), Carlos Alcántara, Monserrat Brugué, Carlos Carlín, Johanna San Miguel e Gonzalo Torres.
La serie si distingue per l'abbondante uso di idiomatismi e espressioni gergali, offrendo una critica pungente ai problemi sociali e politici del Perù. Gli attori, forti delle loro esperienze teatrali, contribuiscono in modo significativo all'originalità della serie attraverso l'improvvisazione. L'episodio pilota, intitolato "Wendy è incinta" fu in seguito inserito come primo episodio della prima stagione. La serie si compone di due stagioni, trasmesse ogni domenica alle 19:00. Negli anni dopo la fine della serie, ci sono state molte polemiche a causa del mancato pagamento delle royalties agli attori nonostante le innumerevoli repliche sui canali Latina e Panamericana Televisione. Nel 2023, l'organizzazione Inter Artis ha presentato una denuncia formale in merito a questa questione.
Pataclaun ha superato i confini peruviani, venendo trasmessa anche in Ecuador e Colombia, dove ha riscontrato un notevole successo.

## Trama
La storia racconta le avventure di Wendy Janeth e Machín Alberto, una coppia sposata che, avendo acquistato una piccola casa sulla sommità di una collina, scopre che al suo interno risiedono già tre inquilini. Queca sarà la migliore amica e consigliera di Wendy. Tony, il "cattivo" del programma, sfrutta i momenti meno opportuni per corteggiare Wendy. Gonzalete, più conosciuto come "El curita", cercherà di imporre la morale e le buone maniere, sebbene nasconda un lato perverso. Monchi, figlia di Wendy e Machín, è molto legata a Gonzalete ed è ossessionata dal denaro.

## Accoglienza
Pataclaun è stata lodata per le interpretazioni degli attori e per la sua capacità di coniugare il comico con la satira sociale. Il programma ha ricevuto critiche positive su portali di cinema e serie tv; Filmaffinity riporta un punteggio di 7.4/10. È stata considerata dalla rivista Anexo dell'Università di Lima come la maggiore produzione nazionale nella storia della televisione peruviana.

## Opere correlate
Nel 2003, gli ex membri del cast lanciano una nuova serie, Carita de atún, cercando di replicare il successo di Pataclaun. Tuttavia, nonostante fosse realizzata nello stesso formato e sullo stesso canale, il programma non riuscì ad ottenere gli elevati ascolti della serie originale.
Quasi tutto il cast di Pataclaun si riunì nel film Asu Mare (2013), un'autobiografia romanzata di Carlos Alcántara che ottenne un grande successo in Perù. Wendy Ramos, Carlos Carlín e Johanna San Miguel partecipano insieme anche nei film Ai 40 e in Asu Mare 2 e 3.